# Weltraumschiff I startet
Weltraumschiff I startet ist ein 1937 von Anton Kutter gedrehter Kulturfilm über den fiktiven Start einer Weltraumrakete, die nach der Umrundung des Mondes wieder auf der Erde landet.

## Handlung
Friedrichshafen/Bodensee am 13. Juni 1963: Vor Pressevertretern verkündet der Direktor der Friedrichshafener Luftschiffwerft den ersten bemannten Raketenflug zum Mond. In einer Einleitung schildert er die Geschichte der Raketentechnik und die technischen Details der Weltraumfahrt. Unmittelbar vor dem Start interviewen Reporter per Bildfunkgerät den Kommandanten des Raumschiffes, welches dann über eine kilometerlange Sprungschanze ins All fliegt und nach der Umrundung des Mondes heil zur Erde zurückkehrt.

## Hintergrund
Im Sommer 1939 begannen in den Bavaria-Studios die Arbeiten an dem Film „Zwischenfall im Weltraum“ unter der Leitung von Robert Adolf Stemmle. Zur selben Zeit begannen in den UFA-Studios (Babelsberg) die Dreharbeiten zu „Weltraumschiff 18“, Regie Eduard von Borsody. Beide Projekte wurden durch den Ausbruch des Zweiten Weltkriegs abgesagt, aber Material, das bereits gedreht war, wurde für die Produktion von „Weltraumschiff 1 startet“ verwendet.
Anton Kutter lässt den fiktiven Start des Raumschiffes auf seinen 60. Geburtstag fallen.
Der Film wurde von der Bavaria-Filmkunst GmbH in München auf dem Geiselgasteiger Filmgelände gedreht. Die Bauten stammen von Willy Horn. Der Film wurde Ende Juli 1940 im Rahmen der Kulturfilmwoche in München uraufgeführt und hatte seinen Kinostart am 7. November 1940 im Capitol in Berlin. In der Ostmark kam der Film am 20. Januar 1941 in die Kinos.

## Rezeption
Die Encyclopedia Astronautica bezeichnet die im Film gezeigten Spezialeffekte als „Meilenstein“ der Filmgeschichte.